# Bahriye Aktaş
Bahriye Aktaş (* 1975 in Gelsenkirchen) ist eine deutsche Fachärztin für Gynäkologie und Geburtshilfe sowie Hochschullehrerin. Seit 2017 ist sie Direktorin der Klinik und Poliklinik für Frauenheilkunde am Universitätsklinikum Leipzig.

## Leben
Bahriye Aktaş wuchs in Gelsenkirchen-Buer auf und studierte von 1995 bis 2002 Humanmedizin an der Justus-Liebig-Universität Gießen. Ihre Facharztausbildung in Gynäkologie und Geburtshilfe absolvierte sie von 2004 bis 2007 an der Universitätsfrauenklinik in Essen. 2005 promovierte sie mit einer Dissertation zur "lntroitussonographie in der Diagnostik der Stressharninkontinenz" in der Gynäkologie.
Im Jahr 2009 wurde sie Oberärztin an der Klinik für Gynäkologie und Geburtshilfe der Universität Duisburg-Essen. Im Jahr 2012 wurde ihr die Schwerpunktweiterbildung in Gynäkologischer Onkologie anerkannt. Sie besitzt zudem die Schwerpunktweiterbildung Spezielle Geburtshilfe und Perinatalmedizin. Sie habilitierte sie sich im Jahr 2013 über das Thema „Biomarker im Blut zur Prognoseeinschätzung und Therapie-Monitoring bei gynäkologischen Malignomen“ ebendort und erhielt die Lehrbefugnis für Gynäkologie und Geburtshilfe. Im selben  Jahr wurde sie zur leitenden Oberärztin für medikamentöse und operative Onkologie sowie zur stellvertretenden Klinikdirektorin ernannt.
Im Jahr 2017 erhielt sie eine außerordentliche Professur der medizinischen Fakultät der Universität Essen-Duisburg. Im selben Jahr nahm sie den Ruf auf die W3-Professur für Gynäkologie an der Universitätsklinik in Leipzig an und ist seitdem Direktorin der Klinik und Poliklinik für Frauenheilkunde und übernahm die Leitung der Klinik und Poliklinik für Frauenheilkunde am Universitätsklinikum Leipzig. Seit 2022 ist sie Prodekanin für Entwicklung an der Medizinischen Fakultät der Universität Leipzig.

## Forschung und Lehre
Ein Schwerpunkt von Aktaş’ klinischer und wissenschaftlicher Arbeit liegt auf der Behandlung von Brustkrebs sowie der ontogenetischen Krebsfeldtheorie in der gynäkologischen Onkologie. Sie ist Autorin zahlreicher Publikationen in nationalen und internationalen Journalen, sowie mehrerer medizinischen Buchbeiträge.

## Mitgliedschaften
Aktaş ist in mehreren nationalen und internationalen Fachgesellschaften aktiv:
- Vorsitzende der Mitteldeutschen Gesellschaft für Frauenheilkunde und Geburtshilfe (MGFG)[12]
- Mitglied der Deutschen Krebsgesellschaft (DKG)
- Mitglied der American Society of Clinical Oncology (ASCO)[13]
- Mitglied der Deutschen Gesellschaft für Gynäkologie und Geburtshilfe (DGGG)[14]
- Mitglied der Nordostdeutschen Gesellschaft für Gynäkologie und Geburtshilfe (NOGGO)[15]
- Mitglied der Deutschen Gesellschaft für Ultraschall in der Medizin (DEGUM)
- Mitglied der Arbeitsgemeinschaft für ästhetische, plastische und wiederherstellende Operationsverfahren in der Gynäkologie (AWOgyn)[16]
- Mitglied der Deutschen Gesellschaft für Plastische und Wiederherstellungschirurgie e.V. (DGPW)[17]
- Mitglied der Deutschen Gesellschaft für Senologie (DGS)[18]
- Berufsverband der Frauenärzte e.V.[19]

## Auszeichnungen
Im Jahr 2024 wurde Bahriye Aktaş mit dem Greve-Preis der Leopoldina – Nationale Akademie der Wissenschaften ausgezeichnet. Der Preis würdigt ihre interdisziplinären Leistungen in der translationalen onkologischen Forschung, insbesondere an der Schnittstelle zwischen Gynäkologie und Biophysik.